# Gran Premio motociclistico di Francia 1975
Il Gran Premio motociclistico di Francia fu il primo appuntamento del motomondiale 1975.
Si svolse il 30 marzo 1975 presso il Circuito Paul Ricard di Le Castellet. Corsero tutte le categorie, meno la 50, alla presenza di 100.000 spettatori.
La gara delle 500 è dominata da Giacomo Agostini e Hideo Kanaya.
In 350 domina il venezuelano (di origini friulane) Johnny Cecotto, precedendo Agostini di 25 secondi.
In 250 Cecotto supera Ikujiro Takai all'ultimo giro e vince, diventando, con i suoi 19 anni, il più giovane pilota a vincere un Gran Premio.
In 125 vince Kent Andersson davanti a Leif Gustafsson e Paolo Pileri, che è stato autore di una rimonta dopo essere caduto al primo giro.
Nei sidecar Hermann Schmid e Martial Jean-Petit-Matile ottengono la loro prima vittoria. Per la prima volta nella storia della categoria, i primi dieci classificati corrono con motori 2 tempi.

## Classe 500

### Arrivati al traguardo
| Pos. | Pilota              | Moto      | Tempo     | Griglia | Punti |
| ---- | ------------------- | --------- | --------- | ------- | ----- |
| 1    | Giacomo Agostini    | Yamaha    | 50' 09" 8 | 2       | 15    |
| 2    | Hideo Kanaya        | Yamaha    | +0" 5     | 3       | 12    |
| 3    | Phil Read           | MV Agusta | +29" 2    | 5       | 10    |
| 4    | Armando Toracca     | MV Agusta | +30" 6    | 4       | 8     |
| 5    | Patrick Pons        | Yamaha    | +1' 36" 3 | 6       | 6     |
| 6    | Peter McKinley      | Yamaha    | +1' 49" 8 | 11      | 5     |
| 7    | Michel Rougerie     | Yamaha    | +1' 54" 1 | 15      | 4     |
| 8    | Karl Auer           | Yamaha    | +1' 55" 2 | 10      | 3     |
| 9    | Alex George         | Yamaha    | +1' 55" 4 | 17      | 2     |
| 10   | Kjell Solberg       | Yamaha    | +2' 02" 8 | 22      | 1     |
| 11   | Marcel Ankoné       | Suzuki    | +1 giro   | 14      |       |
| 12   | Adu Celso           | Yamaha    | +1 giro   | 18      |       |
| 13   | Helmut Kassner      | Yamaha    | +1 giro   | 13      |       |
| 14   | Steve Ellis         | Yamaha    | +1 giro   | 34      |       |
| 15   | Christian Bourgeois | Yamaha    | +1 giro   | 21      |       |
| 16   | Florian Bürki       | Yamaha    | +1 giro   | 25      |       |
| 17   | Les Kenny           | Yamaha    | +1 giro   | 27      |       |
| 18   | Félix Harzenmoser   | Yamaha    | +1 giro   | 30      |       |
| 19   | Nico Cereghini      | Suzuki    | +1 giro   | 29      |       |
| 20   | Walter Kaletsch     | Yamaha    | +2 giri   | 39      |       |

### Ritirati
| Pilota           | Moto            | Motivo ritiro | Griglia |
| ---------------- | --------------- | ------------- | ------- |
| Jean-Paul Boinet | Yamaha          |               | 16      |
| Teuvo Länsivuori | Yamaha          |               | 1       |
| Bernd Tüngethal  | Yamaha          |               | 20      |
| John Williams    | Yamaha          |               | 19      |
| Dieter Braun     | Yamaha          |               | 26      |
| Paul Cott        | Yamaha          |               | 24      |
| Reinhard Hiller  | König           |               | 36      |
| Pentti Korhonen  | Yamaha          |               | 12      |
| Jack Findlay     | Yamaha          |               | 32      |
| Pierre Longet    | Yamaha          |               | 35      |
| Gernot Maass     | Rotax           |               | 28      |
| Didier Ravel     | Yamaha          |               | 23      |
| Horst Lahfeld    | König           |               | 31      |
| Guido Mandracci  | Yamaha          |               | 33      |
| Roger Ruiz       | Yamaha          |               | 9       |
| James Samaranch  | Harley-Davidson |               | 38      |

### Non partiti
| Pilota         | Moto   | Griglia |
| -------------- | ------ | ------- |
| Ruedi Keller   | Yamaha | 7       |
| Gérard Debrock | Yamaha | 8       |
| Ernst Hiller   | König  | 36      |
| Christian Léon | Yamaha | 37      |

### Non qualificati
| Pilota             | Moto      |
| ------------------ | --------- |
| Michael Schmid     | Rotax     |
| Hans-Otto Butenuth | Yamaha    |
| Kahri Latinen      | Yamaha    |
| Bosse Granath      | Husqvarna |
| Alfred Bajohr      | König     |
| Frank Fellmann     | König     |
| Jean-Bernard Beyre | Yamaha    |
| Dave Stanley       | Suzuki    |
| Werner Schmied     | Rotax     |
| Rod Scivyer        | Cat Solo  |

## Classe 350

### Arrivati al traguardo
| Pos | Pilota                 | Moto   | Tempo     | Griglia | Punti |
| --- | ---------------------- | ------ | --------- | ------- | ----- |
| 1   | Johnny Cecotto         | Yamaha | 50' 21" 5 | 1       | 15    |
| 2   | Giacomo Agostini       | Yamaha | +25"      | 3       | 12    |
| 3   | Gérard Choukroun       | Yamaha | +57"      | 5       | 10    |
| 4   | Jean-Louis Guignabodet | Yamaha | +1' 00" 8 | 10      | 8     |
| 5   | Christian Huguet       | Yamaha | +1' 01" 1 | 11      | 6     |
| 6   | Jean-François Baldé    | Yamaha | +1' 02" 8 | 6       | 5     |
| 7   | Pentti Korhonen        | Yamaha | +1' 28" 1 | 15      | 4     |
| 8   | Philippe Bouzanne      | Yamaha | +1' 31" 2 | 20      | 3     |
| 9   | Peter McKinley         | Yamaha | +1' 33" 3 | 17      | 2     |
| 10  | Kjell Solberg          | Yamaha | +1' 36" 2 | 27      | 1     |
| 11  | Rolf Minhoff           | Yamaha |           | 7       |       |
| 12  | Boet van Dulmen        | MZ     |           | 9       |       |
| 13  | Jean-Paul Boinet       | Yamaha |           | 13      |       |
| 14  | Hans Stadelmann        | Yamaha |           | 31      |       |
| 15  | John Williams          | Yamaha |           | 26      |       |
| 16  | Jean Luc               | Yamaha |           | 19      |       |
| 17  | Philippe Coulon        | Yamaha |           | 39      |       |
| 18  | Giovanni Proni         | Yamaha |           | 32      |       |
| 19  | Jack Findlay           | Yamaha |           | 22      |       |
| 20  | Helmut Kassner         | Yamaha |           | 33      |       |
| 21  | Roberto Gallina        | Yamaha |           | 25      |       |

### Ritirati
| Pilota              | Moto            | Motivo ritiro | Griglia |
| ------------------- | --------------- | ------------- | ------- |
| Walter Villa        | Harley-Davidson |               | 8       |
| Adu Celso           | Yamaha          |               | 23      |
| John Dodds          | Yamaha          | Caduta        | 4       |
| Hideo Kanaya        | Yamaha          |               | 2       |
| Christian Bourgeois | Yamaha          |               | 23      |
| Ramon Jimenez       | Yamaha          |               | 15      |
| Dieter Braun        | Yamaha          |               | 18      |
| Ruedi Keller        | Yamaha          | Caduta        | 28      |
| Bernd Tüngethal     | Yamaha          |               | 34      |
| Tapio Virtanen      | MZ              |               | 36      |
| Chas Mortimer       | Yamaha          |               | 15      |
| André Pogolotti     | Yamaha          |               | 35      |
| Paul Cott           | Yamaha          |               | 30      |
| Nico van der Zanden | Yamaha          |               | 40      |

### Non partiti
| Pilota         | Moto   | Griglia |
| -------------- | ------ | ------- |
| Patrick Pons   | Yamaha | 5       |
| Mario Lega     | Yamaha | 12      |
| Vinicio Salmi  | Yamaha | 14      |
| Gérard Debrock | Yamaha | 38      |

## Classe 250

### Arrivati al traguardo
| Pos | Pilota                 | Moto          | Tempo     | Punti |
| --- | ---------------------- | ------------- | --------- | ----- |
| 1   | Johnny Cecotto         | Yamaha        | 51' 07" 1 | 15    |
| 2   | Ikujiro Takai          | Yamaha        | +2" 2     | 12    |
| 3   | Michel Rougerie        | Yamaha        | +1' 27" 4 | 10    |
| 4   | Patrick Pons           | Yamaha        | +1' 43" 8 | 8     |
| 5   | Leif Gustafsson        | Yamaha        | +1' 50" 2 | 6     |
| 6   | Gérard Choukroun       | Yamaha        | +2' 01" 1 | 5     |
| 7   | Chas Mortimer          | Maxton-Yamaha | +2' 09"   | 4     |
| 8   | Tapio Virtanen         | MZ            | +2' 11" 8 | 3     |
| 9   | Tom Herron             | Yamaha        | +2' 21" 6 | 2     |
| 10  | Philippe Bouzanne      | Yamaha        | +2' 22" 8 | 1     |
| 11  | Jean-François Baldé    | Maxton-Yamaha |           |       |
| 12  | Jussi Rantanen         | Yamaha        |           |       |
| 13  | Paolo Tordi            | Yamaha        |           |       |
| 14  | Jean-Louis Guignabodet | Yamaha        |           |       |
| 15  | Christian Huguet       | Yamaha        |           |       |
| 16  | Rolf Minhoff           | Yamaha        |           |       |
| 17  | Edmar Ferreira         | Yamaha        |           |       |
| 18  | Philippe Michel        | Yamaha        |           |       |
| 19  | Hubert Rigal           | Yamaha        |           |       |
| 20  | Félix Vanoverschelde   | Yamaha        |           |       |
| 21  | René Hordelalay        | Yamaha        |           |       |
| 22  | Bob Coulter            | Yamaha        |           |       |
| 23  | Mario Lega             | Yamaha        |           |       |

### Ritirati
| Pilota          | Moto            | Motivo ritiro |
| --------------- | --------------- | ------------- |
| Leo Bovee       | Yamaha          |               |
| Boet van Dulmen | MZ              |               |
| Walter Villa    | Harley-Davidson |               |
| Horst Lahfeld   | Yamaha          |               |
| Gilles Husson   | Yamaha          |               |
| Ramon Jimenez   | Yamaha          |               |
| Bernard Sailler | Yamaha          |               |
| Hans Hallberg   | Yamaha          |               |
| Alain Terras    | Yamaha          |               |
| Dieter Braun    | Yamaha          |               |

## Classe 125

### Arrivati al traguardo
| Pos | Pilota                | Moto       | Tempo     | Punti |
| --- | --------------------- | ---------- | --------- | ----- |
| 1   | Kent Andersson        | Yamaha     | 46' 16" 2 | 15    |
| 2   | Leif Gustafsson       | Yamaha     | +4" 6     | 12    |
| 3   | Paolo Pileri          | Morbidelli | +23" 8    | 10    |
| 4   | Eugenio Lazzarini     | Piovaticci | +40"      | 8     |
| 5   | Harald Bartol         | Suzuki     | +58"      | 6     |
| 6   | Maurice Maingret      | Yamaha     | +2' 01" 5 | 5     |
| 7   | Hans Hallberg         | Yamaha     | +2' 16" 6 | 4     |
| 8   | Peter Frohnmeyer      | Maico      | +2' 17" 8 | 3     |
| 9   | Vincenzo Novella      | Yamaha     | +2' 18" 6 | 2     |
| 10  | Xavier Tschannen      | Maico      | +2' 19" 1 | 1     |
| 11  | Johann Zemsauer       | Rotax      |           |       |
| 12  | Rolf Thiele           | Maico      |           |       |
| 13  | Per Zachrisson        | Yamaha     | +1 giro   |       |
| 14  | Matti Kinnunen        | Maico      |           |       |
| 15  | François Granon       | Maico      |           |       |
| 16  | Pentti Salonen        | Yamaha     |           |       |
| 17  | Hans Müller           | Yamaha     |           |       |
| 18  | Vincent Gouy          | Yamaha     |           |       |
| 19  | Gianni Ribuffo        | Yamaha     |           |       |
| 20  | Jackie Hutteau        | Yamaha     |           |       |
| 21  | Christian Fresquet    | Maico      |           |       |
| 22  | Christopher Kingsland | Maico      |           |       |
| 23  | Michel Baloche        | Motobecane |           |       |

### Ritirati
| Pilota                 | Moto       | Motivo ritiro |
| ---------------------- | ---------- | ------------- |
| Leo Bovee              | Yamaha     |               |
| Pier Paolo Bianchi     | Morbidelli | Caduta        |
| Thierry Tchernine      | Yamaha     |               |
| Kari Lathinen          | Yamaha     |               |
| Bruno Kneubühler       | Yamaha     | Caduta        |
| Bob Coulter            | Yamaha     |               |
| Horst Seel             | Maico      |               |
| Rudolf Weiss           | Yamaha     |               |
| Werner Schmied         | Rotax      |               |
| Didier Delente         | Yamaha     |               |
| Jean-François Lecureux | Yamaha     |               |
| Thierry Noblesse       | Yamaha     |               |

## Classe sidecar

### Arrivati al traguardo
| Pos | Pilota            | Passeggero                | Moto            | Tempo     | Punti |
| --- | ----------------- | ------------------------- | --------------- | --------- | ----- |
| 1   | Hermann Schmid    | Martial Jean-Petit-Matile | Schmid-König    | 45' 49" 9 | 15    |
| 2   | Werner Schwärzel  | Andreas Huber             | König           |           | 12    |
| 3   | Malcolm Hobson    | Mick Burns                | Hamilton-Yamaha |           | 10    |
| 4   | Rolf Steinhausen  | Josef Huber               | Busch-König     |           | 8     |
| 5   | Angelo Pantellini | Freddo Mazzoni            | König           |           | 6     |
| 6   | Amedeo Zini       | Andrea Fornaro            | König           |           | 5     |
| 7   | Dennis Keen       | Roy Keen                  | Keen-König      |           | 4     |
| 8   | Gilbert Aymé      | Patrick Loiseau           | König           |           | 3     |
| 9   | Rudi Kurth        | Dane Rowe                 | CAT-Crescent    |           | 2     |
| 10  | Ernst Trachsel    | Christian Graf            | TTM-Suzuki      |           | 1     |